# Мовна політика в Латвії
Мовна політика в Латвії — частина процесу політичного розвитку Латвії, який регулює прийнятий у 2000 році Закон про державну мову (латис. Valsts valodas likums). У рамках мовної політики численні групи інтересів мешканців Латвійської Республіки ведуть діяльність для досягнення своїх національних та інших цілей. На мовну політику в Латвії значно вплинули історичні події ще до заснування Латвійської Республіки у 1918 році.
4 та 114 статті Конституції Латвії закріплюють латиську мову як державну і гарантують права національних меншин на збереження і розвиток своїх мов. Лівська мова згідно із Законом про державну мову визнана «мовою корінного (автохтонного) населення», а латгальська перебуває під захистом як «історичний варіант латиської мови». Всі інші мови згідно із Законом (у т.ч. російська мова, яка є рідною для більше, ніж третини населення) є іноземними. Серед інших мов національних меншин виділяються білоруська, українська, литовська, польська та циганська.
Преамбула до Закону про державну мову включає у себе такі цілі, як інтеграція національних менших з повагою їх прав на використання рідної або іншої мови, а також посилення впливу латиської мови на культурне середовище Латвії шляхом швидшої інтеграції у суспільство.

## Основи регулювання
Державна мова (латис. valsts valoda) у Латвії — латиська. Її статус є чинним з 1988 року після ухвалення відповідного закону Верховною радою Латвійської РСР. У 1992 році поправки до закону 1988 року зміцнили позицію латиської мови. У мовному законі від 1999 року у статті 5 оговорені лівська та латгальська мова як ті, що знаходяться під загрозою зникнення; всі інші мови визнані іноземними. З 1988 року у статті 4 Конституції Латвії прописаний офіційний статус латиської мови, з 2002 року члени Сейму зобов'язуються докладати зусиль для збереження латиської мови як єдиної державної (стаття 18). Стаття 14 гарантує право людини отримувати латиською мовою відповіді на звернення до уряду. Станом на 2017 рік не вносилося жодних поправок до Закону про державну мову, прийнятого у 1999 році.
У 1995 році Латвія підписала, а у 2005 році ратифікувала Рамкову конвенцію про захист національних меншин, проте при ратифікації Сейм обмежив реалізацію статей 10 та 11. Станом на 2008 рік Латвія не планувала долучення до Європейської хартії регіональних мов.
Мовну політику у Латвії здійснюють такі спеціальні органи, як Комісія з державної мови (підпорядковується президентові Латвії), яка вносить пропозиції; Центр державної мови (підпорядковується Міністерству юстиції), що стягує штрафи за правопорушення та перекладає міжнародні документи; Агентство латиської мови (підпорядковується Міністерству освіти та науки), що надає консультації та можливості вивчення латиської мови, а також аналізує ситуацію та розробляє навчальні посібники.

## Використання мов у державному секторі

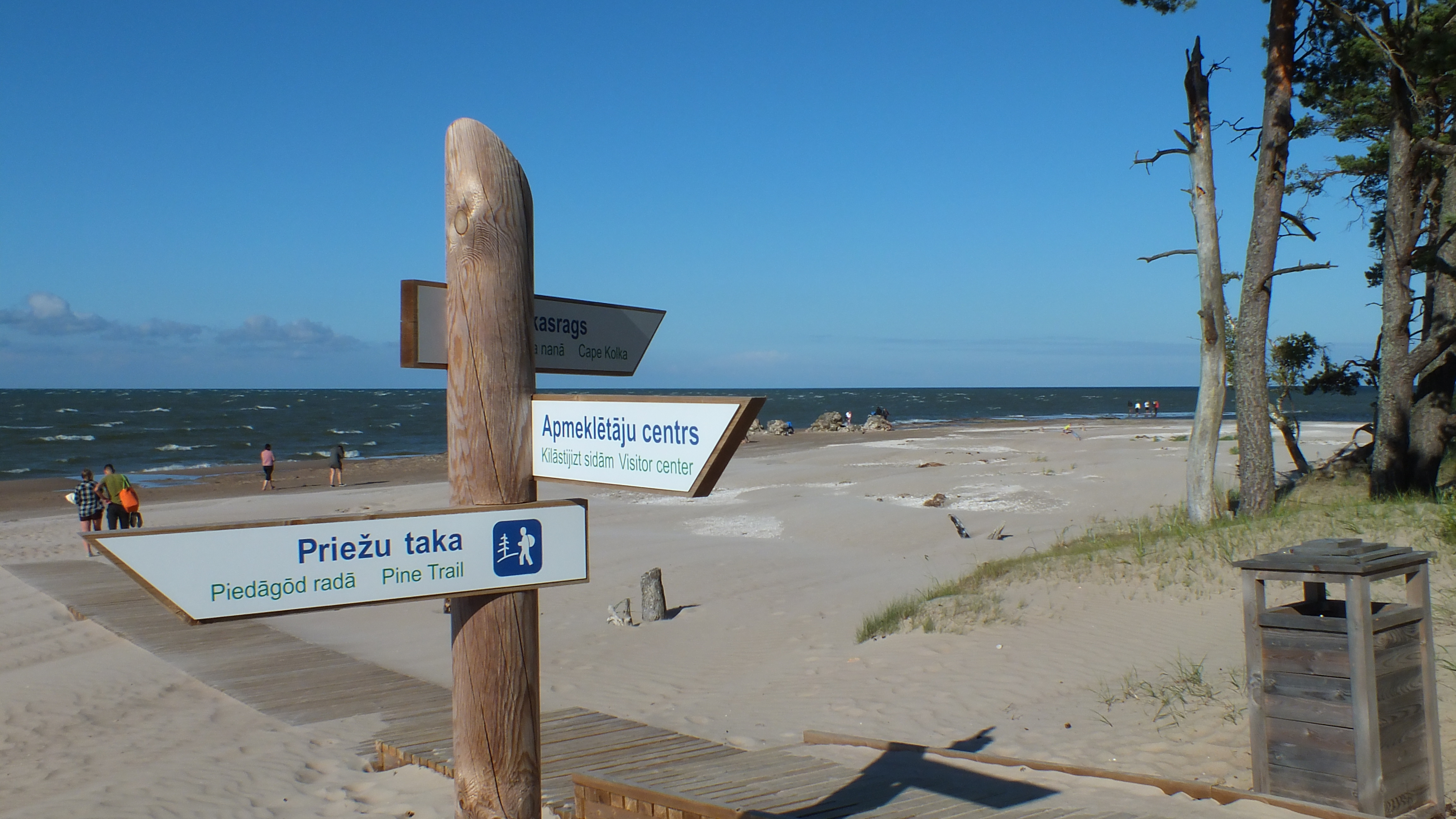
Вказівники трьома мовами (латиською, лівською та англійською) на Лівському березі

З 2000 року згідно зі статтею 10 ухваленого Закону про державну мову подача звернень до урядових установ та державних підприємств можлива лише латиською мовою (за винятком служб екстреної допомоги, звернень іноземних громадян тощо). З 1992 по 2000 роки згідно зі старим законом про мову 1992 року уряд приймав документи російською, англійською та німецькою, відповідаючи тією ж самою мовою, якою надійшло звернення. Для обрання до Сейму Латвії та муніципальних рад у громадян раніше в обов'язковому порядку перевіряли рівень володіння латиською мовою, що був заявлений в документах, але після того, як Латвія програла справу І. Подколзіної в ЄСПЛ та справу А. Ігнатане в комітеті ООН, вимога про обов'язкову перевірку була скасована. Втім, депутата Сейму або члена місцевої ради можуть позбавити мандату у випадку, якщо його володіння мовою виявиться недостатнім.
Стаття 19 закону передбачає написання імен та прізвищ у латиській формі, що спричиняло певні незручності для громадян країни. До ЄСПЛ були подані справи Лідії Кухарець та Юти Менцен, прізвища яких були змінені на Кухареца та Менцена відповідно. Латвійський Конституційний Суд у 2001 році визнав, що ніяких порушень скоєно не було, а у 2004 році ЄСПЛ визнав скарги недопустимими. У 2007 році до Комітету ООН з прав людини подав скаргу Леонід Райхман, який виграв справу у 2010 році.
Згідно зі статтею 18 всі топоніми оформлюються лише латиською мовою (окрім Лівського берега, де також використовується лівська мова). Згідно із законом про електронні ЗМІ (стаття 66) обов'язковим є використання латиської мови на перших державних теле- та радіоканалах, на других каналах можливе використання інших мов наряду з латиською.
Латвія позиціонує себе як демократичну національну державу, виступаючи за соціальну інтеграцію на базі латиської мови, але при цьому визнає справедливим різноманіття мов. Партія «Єдність», що представляла більшість парламентської коаліції у 2011 році, також описує Латвію як національну державу. Ідея національної держави, у якому «мова=нація» розглядається як ядро та головна рушійна сила мовної політики латвійської держави.
Критики проводять паралелі між діяльністю уряду Латвії та асиміляцією мовних меншин в інших країнах. Джеймс Г'юз, що читає у Лондонській школі економіки та політичних наук лекції з компаративної політики, відзначає росіян в Латвії як найбільшу мовну меншину в Європі та вважає, що латвійські мовні закони не дотримуються прав російськомовного населення та суперечать багатьом положенням у міжнародній практиці із захисту національних меншин. Журналіст газети «Московские новости» Наталя Пуліна називає росіян Латвії найбільшою мовною меншиною Євросоюзу, чия мова не є державною. Журналіст BBC Енгус Роксберг у 2005 році зазначив, що частка російськомовних латвійців співставна із часткою франкомовних бельгійців, і у них є таке саме право на отримання освіти рідною мовою та її використання, як у шведів в Фінляндії.
Згідно з неофіційним опитуванням, проведеним Балтійським інститутом соціальних наук у 2004 році, більшість (77%) етнічних латишів були проти (56%) або здебільшого проти (21%) надання російській мові статусу другої державної мови, у той час як більшість (87%) росіян підтримували (59%) або здебільшого підтримували (28%) такий статус; більшість (75%) представників інших національностей також підтримували (40%) або здебільшого підтримували (35%) надання російській мові статусу другої державної. Було опитано 1018 респондентів, 51% яких підтримували або скоріше підтримували офіційний статус російської мови, у той час, як 44% були проти або скоріше проти цього.
Тим не менше національно спрямовані латиські політики послідовно добивалися зменшення використання російської мови, передусім звертаючи увагу на школи. У відповідь на чергову пропозицію Національного об'єднання первести всі школи лише на латиську мову навчання партія «За родной язык!» ініціювала збір підписів за російську мову як другу державну. Метою цієї акції було продемонструвати міжнародному товариству масовий попит на російську мову та необхідність дотримання прав російськомовних мешканців Латвії.
18 лютого 2012 року в Латвії відбувся референдум щодо проєкту внесення поправок в Конституцію Латвії, що робили російську мову другою державною. За ці поправки висловилися 273 347 громадян Латвії — майже всі представники національних меншин, оскільки російських громадян на той момент у країні було всього 160 тисяч. 74,8% осіб, що взяли участь в референдумі, проголосували проти, тому запропоновані поправки прийняті не були.
Серед політичних партій Російський союз Латвії пропонує у своїй програмі забезпечити офіційний статус російської мови в областях, де вона є рідною для більше ніж 20% населення. У проєкті своєї політичної програми, Центр злагоди пропонує надати другий офіційний статус латгальській та російській мовам у друкованих медіа, громадській сфері та освіті (для російської мови також передбачена можливість її використання для комунікації з урядом), наголошуючи свою підтримку основної державної мови. Обидві ці партії перебувають у постійній опозиції на державному рівні.

## Використання мов у приватній сфері
Закон про електронні ЗМІ (стаття 32) передбачає, що електронні ЗМІ для привілейованого статусу національних або регіональних мають забезпечувати латиською мовою щонайменше 65% мовлення. Стаття 28 того самого закону передбачає обов'язкове дублювання або субтитри латиською мовою для всіх інозених фільмів та передач, що транслюються на латвійському телебаченні (за винятком новин, прямих репортажів, програм про вивчення мови та перекладного контенту). Аналогічні вимоги відносяться до кінотеатрів згідно зі статтею 17 Закону про державну мову. До розгляду у Конституційному суді заяв 24 депутатів фракції «ЗаПЧЕЛ» від 2003 року мовлення мовами меншин було обмежене на телебаченні та радіо 25% (до 1998 року частка складала 30%). Мовлення мовами національних меншин наразі здійснюється лише приватними теле- та радіомовниками.
Рівні володіння латиською мовою визначені для більше тисячі професій та посад згідно зі статтею 6 Закону про державну мову. Існує 6 рівнів та два списки професій (довший для громадського та коротший для приватного секторів), кожному із яких відповідає свій рівень. Для осіб, що не отримували освіту в Латвії та не є особами з обмеженими можливостями, екзамен на знання латиської мови для роботи в Латвії є обов'язковим; тих, хто не складе екзамен на потрібний рівень, можуть оштрафувати. Дослідження біржі праці показують, що досить великий попит є на осіб, що володіють латиською, російською та англійською мовами.
Згідно зі статтею 11 Закону про державну мову організатори громадських подій мають поширити латиською мовою інформацію, що стосується громадських інтересів (громадська безпека чи охорона здоров'я, згідно зі статтею 2). Те саме стосується плакатів, бігбордів та вказівників (стаття 21). Раніше організатори також мали надавати переклад усієї інформації латиською; винятки існували для представників національних меншин та релігійних організацій. У 1997 році закон про мітинги, процесії та пікети надав вільний вибір мови зустрічей, пікетів та процесій (стаття 19).
Незалежно від офіційних правових регуляцій російська мова лишається другою найвживанішою мовою у країні. Головні латвійські інтернет-ресурси, наприклад, Delfi або tvnet.lv, ведуться російською та латиською мовами. Банки, зокрема Swedbank, обслуговують своїх клієнтів латиською, російською та англійською мовами. Російською та англійською мовами також ведуться сторінки Кабінету міністрів та президента Латвії.

## Історія

### Період латинської мови
В утвореній після Лівонського хрестового походу у XIII столітті Лівонській конфедерації державною мовою слугувала латина, якою укладалися офіційні документи та законодавчі акти. Наряду із нею у якості мови міжнародного розуміння (lingua franca) більше значення мала німецька мова та її нижньонімецький діалект, проте серед селян у якості мови спілкування між малими народами, що жили у Лівонії, до XVI століття виступала латиська та естонська мова.
Латиська мова як національна мова поступово утворювалася на основі мови летгалів Відземе у ході довгого процесу, що тривав кілька століть, від мов чотирьох балтійських племен — куршів, земгалів, латгалів та селонів — під сильним впливом фіно-угорської лівської мови (наслідком цього зокрема є постійний наголос на перший склад слова у сучасній латиській мові). Процес прискорився у XVI столітті водночас із розвитком основ літературної латиської мови та становленням її як однієї з мов богослужінь у лютеранських церквах.

### Період німецької та польської мов
Угода, укладена між суб'єктами Лівонської конфедерації (т.зв. Віленська унія) 28 листопада 1561 року із правителем Польщі та Литви Сигізмундом II Августом включала у себе «Договір підпорядкування» (лат. Pacta subjectionis) про підпорядкування правилам та додатковий закон, пізніше відомий як «Привілеї Сигізмунда Августа» (лат. Privilegium Sigismundi Augusti), що гарантував права євангельсько-лютеранської церкви, німецької мови та самоуправління. З цього часу діловодство у герцогстві Курляндії і Семигалії та Лівонському герцогстві поступово проходило лише німецькою мовою, яка зберігала свій статус і після утворення Шведської Лівонії у 1629 році. Німецька мова лишалася мовою навчання до XIX століття та була робочою мовою у Курляндському, Пілтенському та Ліфляндському ландтагах. Проте у нижчих установах влади у герцогстві Курляндії і Семигалії робочою мовою була також і латиська.
У XVII столітті почалася кодифікація латиської мови, якою займалися німецькі пастори та вчені.
На території Інфлянтського воєводства латина надалі слугувала однією із трьох державних мов Речі Посполитої (наряду із польською та руською) до 1697 року. Польська згодом витіснила німецьку як мова міжнарожного спілкування серед шляхти, хоча серед селян для цих цілей і далі використовувалися латгальська та руська мови, що схожа на сучасну білоруську. У Інфлятському сеймику використовували здебільшого польську мову.
Після восьмимісячної облоги Риги у липні 1710 року була підписана капітуляція Лівонії, у якій представники Лівонської шляхти, Ризького рату та купецьких гільдій підписали «добровільне підкорення» російському царю Петру І, взамін отримавши обіцянку дотримання усіх привілеїв, передбачених Віленською унією 1561 року. На території Латгалії після її включення до Російської імперії у 1772 році продовжувалася попередня мовна політика, основою якої була система самоуправління із домінуванням польської мови, регульована Литовським статутом.
У 1796 році у Злекському помісті в Курляндії було відкрито першу школу для дітей слуг, де навчання велося латиською мовою.

### Період російської мови
Після придушення польського повстання у 1831 році в управлінні Вітебської губернії було введено юрисдикцію російських губерній та у 1865 році було заборонено друкувати книжки латинкою для зменшення польського впливу. З 1871 по 1904 рр. у Латгалії, де польська мова зберігала свій вплив з XVI століття, було заборонено не лише друкувати, а й поширювати книжки латинкою та зокрема латиською мовою.
З початку періоду русифікації Балтії 25 квітня 1875 року положення про лютеранські школи також у Курляндській та Ліфляндській губерныях передбачало те, що навчання російській мові у парафіяльних та волосних школах має бути обов'язковим і має бути введене протягом п'яти років. Паралельно з цим почали відкриватися школи, у яких мовою навчання була лише російська; першою із таких була відкрита у 1868 році Ризька Олександрівська гімназія для хлопчиків.
У XIX столітті за підтримки Міністерства просвіти Російської імперії почали створюватися семінарії для підготовки вчителів для сільських латиських шкіл. Для заохочення молоді до навчання в імперії був створений Дерптський університет та Ризький політехнікум (заснований у 1862 році), з викладанням німецькою мовою. У цих закладах навчалися балтійські вчені та представники інтелігенції нарівні з вищим навчальними закладами Санкт-Петербурга і Москви.
Процес русифікації активізувався у 1881 році з приходом до влади Олександра III, який сприяв політиці русифікації неросійських територій імперії. Через це у Ризькому політехнікумі почалося викладання російською, а німецькі топоніми на сході Латвії були замінені російськими.
У 1889 році на всій території Латвії у роботі поліції та судів єдиною мовою була введена російська, а з 1885 по 1890 рр. російську мову ввели у якості обов'язкової мови навчання у всіх губернських та вищих школах Балтії. Лише у народних школах релігію та церковні співи можна було вивчати латиською. Куратором Дерпта у галузі освіти у 1890 році був призначений Микола Лавровський, і з його вступом на посаду посилилися і тенденції русифікації, — навчання у всіх предметах російською мовою велося із першого року навчання, а школярі, що не могли вивчати їх російською, до навчання не допускалися. За розмову латиською дітей карали приниженнями — їм на шию надягали спеціальні ганебні таблички, дошки, одяг тощо, які треба було носити так довго, допоки покарана дитина не показала іншим, що говорила у школі рідною мовою.
З останньої третини XIX століття почався активний розвиток латиської мови, у якому брали участь такі латиські педагоги та письменники, як Юріс Алунанс, Атіс Кронвальдс, Андрейс Пумпурс. У 1898 році санкт-петербурзький підприємець та громадський діяч Генріх Вісендорф випускає перший том збірки латиських народних пісень — дайн, зібраних просвітником Кріш'янісом Баронсом. Він же пропонує для них взяту із литовської мови назву «дайна», начебто прослідковуючи зв'язок із латисько-литовським паанародом, що начебто існував до XIII століття та був розділений у результаті Католицької колонізації Балтії. Оскільки видання цієї книги фінансово не виправдалося, Вісендорф добився підтримки в Імператорській академії наук, яка видала інші п'ять томів дайн за державний кошт з 1903 по 1915 роки.

### Період латиської мови
Під час революції 1905 року в Ризі відбувся І Конгрес народних вчителів Ліфляндії та Курляндії, який ухвалив рішення про перехід на латиську мову як мову навчання у школах, що зміцнювало ідеї автономії Латвії.

#### Статус до прийняття Конституції

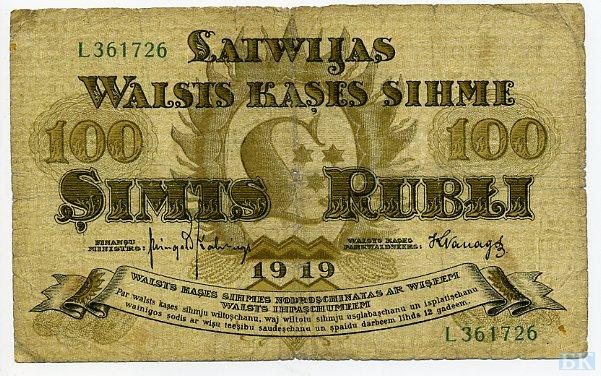
Банкнота у 100 рублів Латвійської Республіки (1919, аверс)

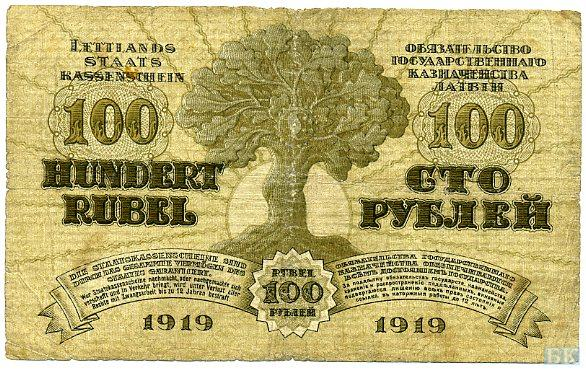
Банкнота у 100 рублів Латвійської Республіки (1919, реверс)

Перший декрет про надання офіційного статусу латиській мові «Про мову ділообігу в офіційних установах Латвії» (латис. «Par darīšanu valodu Latvijas oficiālajās iestādēs») був прийнятий 4 січня 1918 року т.зв. Ісколатом у Валці: «Виконавчий комітет ради робітничих, солдатських та безземельних депутатів Латвії цим оголошує, що у всіх офіційних установах Латвії (губерніях, уїздах, містах, містечках та волостях) у всіх справах має використовуватися латиська мова. Іноземним мовам надаються подібні права до тих, що надані латиській, всюди, де це виявиться необхідним.» Після проголошення Латвійської держави у 1918 році було ухвалено нормативний акт, що визначав статус латиської мови: «Тимчасовий положення про суди та порядок судового процесу» (латис. «Pagaidu nolikums par Latvijas tiesām un tiesāšanas kārtību») від 6 грудня 1918 року. 30 грудня 1918 року на засіданні Тимчасового уряду Латвії було вирішено надалі публікувати усі урядові укази та дозволити діяльність державних установ «усіма трьома місцевими мовами (латиською, німецькою, російською).» Також у цей час почалася латишизація топонімів.
З приходом до влади уряду ЛСРР  на чолі з П. Стучкою 8 березня 1919 року було видано «Декрет Латвійського радянського уряду про мови, що використовуються в офіційних документах» (латис. «Latvijas padomju valdības dekrēts par oficiālos rakstos lietojamām valodām»), у якому не був визначений пріоритет латиської мови. Також за часів Стучки латгальська мова мала рівний статус із латиською та російською у якості офіційної мови.
Вперше латиська мова була визначена як «державна мова» у квітні 1919 року у меморандумі уряду А. Нієдри державам Антанти.
22 листопада 1921 року були прийняті «Правила про перевірку державних службовців на знання державної мови» (латис. «Noteikumi par valsts ierēdņu pārbaudīšanu valsts valodas prašanā»), що визначали терміни, протягом яких службовці мали оволодіти латиською мовою. 18 лютого 1932 року латиська мова була проголошена державною мовою Латвійської Республіки.
Державою гарантувалося також використання латгальської мови.

#### Дискусії про статус латгальської мови та проблеми мов національних меншин
Установчі збори Латвії у 1922 році обговорювали проєкт II частини Конституції Латвійської Республіки, 115-та стаття якої визначала, що «латиська мова є державною мовою» (латис. «latviešu valoda ir valsts valoda»). Представники політичної партії Латгалії заперечили проти цього, чи цим формулюванням не були порушені права на використання латгальської мови в офіційному обігу, тому депутат Франціс Кемпс подав клопотання, щоб стаття була доповнена ввідним словом, що «у Латгальській області офіціальною мовою визнається латгальська говірка». У дискусії депутат Франціс Трасунс представляв думку, що у Латвії існує латгальський діалект, яким розмовляють та пишуть у Латгалії, та балтійський діалект. Депутат К. Декєнс навпаки зазначив, що кількість діалектів мови є більшою, адже є як верхній діалект, так і середній та нижній діалекти, якими розмовляють і у Відземе та Курземе, тому він закликав йти шляхом розуміння та обрати літературну мову у якості головної. Депутат Карліс Скалбе зазначив, що в обговорюваній нормі йдеться не про діалекти, а про державну мову, і що немає двох мов, а є єдина латиська мова. Шляхом голосування про проєкт 115-ї статті Конституції Латвійської Республіки була прийнята редакція комісії, а пропозицію Ф. Кемпса було відхилено. Втім, 5 квітня 1922 року у голосуванні про прийняття II частини Конституції у третьому читанні було отримано 62 голоси «за» та 62 голоси «проти», 6 депутатів утрималися. За правилами Установчих зборів голоси тих, хто утримався, зарахували як голоси «проти», тому II частина Конституції у 1922 році не була прийнята.
Через те, що конституційно у латиської мови на той час не було статусу державної мови, замість цього статус державної мови регулювали «Положення про державну мову» (латис. «Noteikumi par valsts valodu») 1932 року та «Закон про відкриті оголошення» (латис. «Likums par atklātiem izziņojumiem»). Латиську мову використовували у діловодстві та державному управлінні (у Сеймі депутатам дозволялося розмовляти і латиською (або латгальською), і російською, і німецькою, проте протоколи засідань велися латиською мовою). За національними меншинами було закріплене право навчатися рідними мовами.
Після перевороту Улманіса у 1934 році, який проголосив курс на латиську Латвію, діяльність зборів була припинена і у тому ж році були прийняті «Зміни та доповнення у законах про державну мову» (латис. «Pārgrozījumi un papildinājumi noteikumos par valsts valodu»). Почалася прискорена латишизація освіти із закриттям шкіл національних меншин, і особливо постраждали білоруські школи: їх залишилося лише 5, а значна частина інтелігенції та білоруські вчителі зазнали переслідувань за радянську пропаганду.
Статут латиської мови як державної закріпив прийнятий 5 січня 1935 року «Закон про державну мову» (латис. «Likums par valsts valodu»).
Для стимулювання репатріації балтійських німців у 1939 році були закриті всі німецькі школи та парафії. Під час Другої світової війни більша частина балтійських німців виїхала до Німеччини, а єврейська спільнота була знищена (спочатку радянськими депортаціями 1941 року, а згодом через Голокост), через що у райхскомісаріаті Остланд відповідні школи були закриті.

#### Статус латиської мови у Латвійській РСР
Після окупації Латвійської Республіки у 1940 році та її включення до складу СРСР кількість латиськомовного населення значно скоротилася внаслідок війни та масових депортацій, у той час, як кількість російськомовних мешканців Латвії зросла через присутність радянських військових у країні та масові еміграції робочої сили згідно із трудовою політикою СРСР. Внаслідок цього латиська мова втратила свій пріоритетний статус та її вжиток у суспільстві значно зменшився через різку зміну етнічного складу та вторгнення російської мови. Стрімко зменшилися соціолінгвістичні функції латиської мови, а у державному управлінні домінувала російська. Концепція утворення радянського народу передбачала використання російської мови у якості мови міжнародного розуміння, що в офіційній ідеології обґрунтовувалося «особливою роллю російського народу у СРСР».
Діловодство у країні велося двома мовами: російською та латиською, а збір статистики сільського господарства вівся лише латиською. Загальноосвітня система на всіх етапах діяла російською та латиською мовами; польські школи були закриті до 1953 року, а у 1959 році рішенням Першого секретаря ЦК КП Латвії Арвідса Пельше було припинено друк єдиної газети латгальською мовою (попри вимоги Едуарда Берклава).
У вищих навчальних закладах були два мовні «потоки», а у мистецьких ВНЗ навчання здійснювалося винятково латиською (Академія мистецтв, Латвійська державна консерваторія). Великими тиражами (по 30-50 тис екз.) видавалися книжки латиською мовою, у тому числі іноземна перекладна література. Продовжувалася кодифікація латиської мови, яку проводила Термінологічна комісія при Академії наук Латвійської РСР. Через активний розвиток промисловості та науки з метою підготовки місцевих кадрів та розробки термінології Термінологічна комісія у 1964 році видала перший словник фізичних термінів, а у 1969 році — перший словник хімічних термінів. Загалом під керівництвом Термінологічної комісії АНЛ були розроблені наступні словники:
- 1958 — Metālu tehnoloģija un mašīnu elementi («Технологія металів та елементи машин») (120 с.)
- 1959 — Fizika, matemātika, astronomija («Фізика, математика, астрономія») (203 с.)
- 1960 — Augu aizsardzība («Захист рослин») (591 с.)
- 1963 — Valodniecības terminu vārdnīca («Словник лінгвістичних термінів»; укладачі Р. Грабіс, Д. Барбаре, А. Бергмане) (256 с.)
- 1964 — Fizikas terminu vārdnīca («Словник фізичних термінів») (466 с.)
- 1968 — Radioelektronikas, elektrosakaru, automātikas un skaitļošanas tehnikas terminu vārdnīca («Словник термінів радіоелектроніки, електрозв'язку, автоматики та обчислювальної техінки») (604 с.)
- 1969 — Ķīmijas un ķīmijas tehnoloģijas terminu vārdnīca («Словник хімії та хімічної термінології») (777 с.)
- 1970 — Juridisko terminu vārdnīca («Словник юридичних термінів») (499 с.)
- 1973 — Agronomijas terminu vārdnīca: Agroķīmija, augkopība, augļkopība, augsnes zinātne, daiļdārzniecība, dārzeņkopība, pļavkopība, zemkopība («Словник агрономічних термінів: агрохімія, рослинознавство, плодознавство, наука про рослини, декоративне садівництво, лугознавство, землеробство») (659 с.)
- 1974 — Lauksaimniecības tehnikas terminu vārdnīca («Словник термінів сільськогосподарської техніки») (421 с.)
- 1975 — Ekonomikas terminu vārdnīca («Словник економічних термінів») (598 с.)
- 1976 — Hidrometeoroloģijas terminu vārdnīca («Словник гідрометеорологічних термінів») (658 с.)
- 1978 — Pedagoģijas terminu vārdnīca («Словник педагогічних термінів») (472 с.)
- 1981 — Ekonomiskās ģeogrāfijas terminu vārdnīca («Словник термінів економічної географії») (760 с.)
- 1989 — Tekstilrūpniecības terminu vārdnīca («Словник термінів текстильної промисловості») (855 с.)

У національно настроєному латиському суспільстві за часів Атмоди зміни, проведені під керівництвом КПРС, вважалися вимушеною асиміляційною політикою по відношенню до латишів. У 1988 році після опитування, у якому взяли участь 307 875 мешканців Латвії, Верховна Рада Латвійської РСР проголосувала за доповнення до Конституції Латвійської РСР, у якій визначалося, що «державною мовою Латвійської Радянської Соціалістичної Республіки є латиська мова», що вперше закріплювало статус латиської мови як офіційної на конституційному рівні. Постанова про надання латиській мові статусу державної була ухвалена 6 жовтня 1988 року (ця зміна у конституції лишалася чинною і після ліквідації ЛРСР та відновлення Латвійської Республіки), хоча громадяни і далі спілкувалися із владою російською мовою, а уряд Латвійської РСР листувався із радянським керівництвом російською до відновлення незалежності Латвії де факто після серпневого путчу в Москві у серпні 1991 року.

#### Після відновлення незалежності
Після відновлення незалежності Верховна Рада Латвійської Республіки у 1992 році ухвалила «Закон про зміни та доповнення у Законі про мову Латвійської Радянської Соціалістичної Республіки» (латис. «Likums par grozījumiem un papildinājumiem Latvijas Padomju Sociālistiskās Republikas Valodu likumā»), який продовжив чинність Закону про мову ЛРСР.
У 1998 році 6-й Сейм Латвійської Республіки доповнив конституцію країни відхиленим у 1922 році розділом «Основні права людини», у якому латиській мові надавався статус державної мови. Ініціатива депутата А. Голубова «відкинути це як зайве» не була підтримана у Сеймі.
На основі цих змін до Конституції 1 вересня 2000 року набув чинності «Закон про державну мову» (латис. «Valsts valodas likums»), у 1-й частині 3-ї статті якого визначалося, що державною мовою Латвійської Республіки є латиська мова, але у 4-й частині 3-го параграфу якої визначено, що держава забезпечує збереження, захист та розвиток латгальської письмової мови як історичного різновиду латиської мови. У 5-й статті цього закону також зазначається, що будь-яка інша мова, що використовується у Латвійській Республіці, за винятком лівської, у розумінні цього закону розглядається як іноземна.
У 2004–2006 рр. відбулася реформа шкіл для національних меншин у громадських середніх школах (10-12 класи), яка попри протести російських шкіл визначила, що щонайменше 60% навчальних годин мають проводитися латиською мовою.
У 2007 році відновилися дискусії про статус письмової латгальської мови, коли товариство «Latgalīšu volūdys centris» («Центр латгальської мови») внесло необхідні для запису у реєстрі товариств та об'єднань документи лише латгальською мовою та отримало відмову від Реєстру підприємств. Товариство подало позов до суду, хоча рішення Окружного адміністративного суду було на користь Реєстру підприємств. Також Сенатський адміністративний діловий департамент Вищого суду Латвійської Республіки не змінив цього рішення та постановив, що «у розумінні другої частини 110-ї статті Закону про адміністративний процес інші діалекти та мови є іноземними мовами, а документ, складений латгальською мовою, визнається документом, складеним іноземною мовою».
У 2010 році Національне об'єднання «Все для Латвії!» — «Вітчизні та свободі/РННЛ» запропонувало збір підписів за зміни до конституції, що передбачали здійснювати навчання у державних та самоуправлінних школах безкоштовно лише державною мовою. Під час збору підписів, що тривав з 11 травня по 9 червня 2011 року, було зібрано лише 120 433 із необхідних 153 232 підписів, і їх виявилося недостатньо для проведення референдуму.
У 2011 році молодіжний рух «Vienota Latvija» («Об'єднана Латвія») почав збір підписів за визнання російської мови як другої державної, що пізніше перейняло новостворене товариство «Dzimtā valoda» («Рідна мова»). Подальшою метою організатори запропонували також підтримку надання юридичного статусу латгальській мові. У референдумі про зміни до Конституції 2012 року брали участь 70,5% громадян Латвії, що мають право голосу, із котрих 29,4% проголосували за надання російської мові статусу другої державної, у той час, як 74,8% виборців висловилися проти, внаслідок чого референдум закріпив статус латиської як єдиної державної мови Латвії.
У жовтні 2017 року міністр освіти та науки Латвії Карліс Шадурскіс запропонував внести зміни до Закону Латвійської Республіки про освіту та Загального закону про освіту, що передбачали б у 2019/2020 по 2021/2022 навчальні роки виконання поступового переходу у навчальних закладах для національних меншин на освіту латиською мовою на стадії середньої школи. Передусім планувалося почати перехід на нову модель двомовної освіти у 7–9 класах, передбачаючи, що щонайменше 80% складу навчання буде викладатися державною мовою, але після 2021/2022 навчального року на стадії всіх середніх шкіл всі загальні предмети будуть вивчатися латиською, зберігаючи для школярів із національних меншин можливість освоїти рідною мовою мову народної меншини, літературу і культуру та пов'язані з історією предмети.
Незважаючи на протести Російського союзу Латвії та Штабу захисту російських шкіл, 22 березня 2018 року 12-й Сейм ухвалив ці зміни.

## Освіта

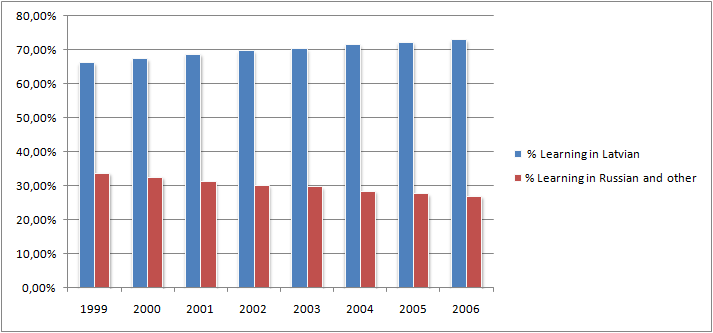
Динаміка зростання кількості школярів, що навчаються латиською мовою

### Школи

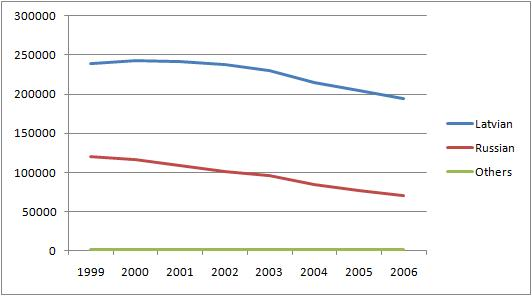
Кількість учнів, що навчаються латиською та російською мовами. Можна бачити, що кількість латишів та росіян зменшилась, у той час, як кількість учнів, що навчаються іншими мовами, лишається мінімальною

Перші російські школи на території Латвії були засновані у 1789 році. З початку 1990-х рр. були відкриті школи національних меншин: польська, литовська, білоруська, єврейська (Ризька Єврейська школа ім. Дубнова, відкрита у 1989 році, українська (Ризька Українська школа, відкрита у 1991 році, яка спочатку використовувала у якості мови навчання українську, але перейшла на латиську у 1993/94 роках), що надають освіту рідними мовами, але в рамках державних програм. Іспити у таких школах також можуть проводитися мовами національних меншин.
Кількість російських шкіл знижується частково через демографічну кризу та еміграції. Низка шкіл були закриті. Наразі «російськими» школи називаються умовно: всі школи працюють згідно з єдиною державною програмою, яка передбачає також модуль навчання для «нацменшин». У школах з таким модулем викладання вже з першого класу більша частина предметів викладається латиською мовою.
| Кількість тих, хто навчається, за мовами (Міністерство освіти та науки Латвії) |         |         |         |         |         |         |         |         |         |         |         |         |         |
| Рік                                                                            | 95-96   | 99-00   | 00-01   | 01-02   | 02-03   | 03-04   | 04-05   | 05-06   | 06-07   | 11-12   | 14-15   | 15-16   | 17-18   |
| Латиська                                                                       | 203,607 | 239,163 | 242,475 | 242,183 | 237,425 | 230,212 | 214,855 | 205,189 | 194,230 | 149,913 | 142,318 | 144,729 |         |
| Російська                                                                      | 132,540 | 120,925 | 116,009 | 108,454 | 101,486 | 95,841  | 84,559  | 77,471  | 70,683  | 55,0    | 54,828  | 55,841  |         |
| Інші                                                                           | 1513    | 1344    | 1344    | 1352    | 1397    | 1305    | 1253    | 1287    | 1198    |         |         |         |         |
| Всього                                                                         | 337,660 | 361,432 | 359,818 | 351,989 | 340,308 | 327,358 | 300,667 | 283,947 | 266,111 | 206,440 | 199,119 | 202,715 | 176,675 |
| % тих, хто навчається латиською                                                | 60.3    | 66.2    | 67.4    | 68.8    | 69.8    | 70.3    | 71.5    | 72.3    | 73.0    | 72.5    | 71.4    | 71,4    |         |

Згідно із Законом про освіту, прийнятим у 1998 році, у середніх школах (10-12 класи) навчання з 2004 року мало вестися лише латиською мовою. Це негативно вплинуло на російські школи та призвело до акцій протесту  у 2003 та 2004 роках. Закон довелося змінити так, щоб дозволити вести до 40% зайнять мовами національних меншин та надання можливості сиротам продовжувати освіту мовою, якими вони її починали (стаття 56).
Кількість дітей, що відвідували школи з латиською мовою навчання, зросло у першому десятилітті XXI століття.
У 2005 році у Конституційному суді Латвії були розглянуті дві справи: по першій була визнана незаконною заборона на фінансування приватних шкіл для національних меншин, по другій була визнана конституційною пропорція викладання латиською мовою та мовами меншин у відношенні «щонайменше 60 / щонайбільше 40».
Суд вважав прийнятною норму співвідношення латиської та російської мови 60 %/40% в середній освіті, але не в основній та початковій. При цьому у пункті 20.2.3 свого рішення суд зазначив: «Оскільки зараз не доведено вплив оспорюваної норми на якість освіти та процесу навчання, має існувати механізм, що дозволяє констатувати зміни. Особливо це стосується якості процесу навчання. Ці зміни не лише можна, а й потрібно активно контролювати. Цього вимагає стаття 112 Конституції, у першому реченні якої йде мова про право на освіту. Механізм контролю має бути об'єктивним, всебічним, професійним, регулярним, заснованим на наукових оцінках та методах. Держава зобов'язана забезпечити отримання даних, при оцінці яких можна приймати зважені рішення, а також надавати суспільству, школярам та їх батькам інформацію про зміни у якості освіти та процесі навчання».
У 2017 році Кабінет міністрів Латвії ухвалив пропозицію Міністерства освіти та науки до 2021 року поступово перевести освіту у старших (10-12) класах середньої школи лише на латиську мову, а у 7-9 класах довести частку предметів латиською мовою до 80%. Парламент прийняв ці поправки, а 2 квітня 2018 року їх проголосив президент Р. Вейоніс. Законопроєкт був оспорений у Конституційному суді 20 депутатами Сейму від соціал-демократичної партії «Згода».
23 квітня 2018 року Кабінет міністрів Латвії погодився почати освітню реформу у 2019 році, що включала поступовий перехід на латиську як основну мову загального навчання у всіх середніх школах національних меншин та збільшення процентного відношення загальних предметів, що викладатимуться латиською у початкових школах національних меншин (мінімум 50% для 1-6 класів та 80% для 7-9 класів) за винятком рідної мови, літератури та предметів, що стосуються культури та історії етнічних меншин, що будуть надалі викладатися їхніми мовами. 9 березня 2018 року поправки були прийняті у другому читанні Сейму та ухвалені 23 березня на третьому та остаточному читанні. 3 квітня 2018 року Вейоніс оголосив поправки до Закону про освіту та Закону про загальну освіту. Це рішення викликало занепокоєння експертів ООН та Ради Європи. Втім, Конституційний суд Латвії зберіг поправки у двох засіданнях у 2019 році.

### Вищі навчальні заклади
Згідно з тим самим Законом про освіту 1998 року освіта у державних коледжах та університетах Латвії з 1999 року надається лише латиською мовою (освіта у державних ВНЗ здебільшого латиською з другого курсу, згідно зі статтею 11 на той момент чинного Закону про мову 1992 року). Існують програми з навчанням англійською для іноземців (у Ризькому технічному університеті) або за особливими законами (Ризька вища юридична школа, Ризька вища школа економіки).
Вища освіта російською мовою доступна у приватних ВНЗ: Балтійській міжнародній академії, RISEBA, Інституті транспорту і зв'язку.
Стрімкий зріст експорту освіти забезпечив «виживання» латвійських вишів, кількість студентів у яких скоротилася майже вдвічі через катастрофічне зменшення кількості населення.
Вищої освіти у Латвії стосувалися й певні ініціативи міністра Карліса Шадурскіса. На заключному засіданні весняної сесії 2018 року Сейм прийняв поправку міністерства освіти до статті 56 закону «Про вищу школу», яка фактично забороняє навчання у державних та приватних вишах російською та англійською мовами, зводячи кількість викладаних англійською програм до 20%, а російською до нуля.
4 липня 2018 року президент Вейоніс оголосив суперечливий законопроєкт, запропонований Міністерством освіти та науки Латвії про розширення самих мовних обмежень для державних вищих навчальних закладів, приватних університетів та коледжів, у якому йшлося про те, що приватні виші з 1 вересня 2019 року не матимуть дозволу на набір нових студентів на навчальні програми, що викладаються неофіційними мовами Європейського союзу включно із російською, і муситимуть завершити відповідні поточні навчальні програми до 31 грудня 2022 року. Проти законопроєкту виступила  соціал-демократичної партії «Згода», а також голови низки університетів та недержавних організацій.

## Мови населення Латвії
Сучасна територія Латвії майже збігається із територією, яку населяли племена, що утворили латиський народ, через що латгальська та лівська мова є корінними лише для Латвії.
Згідно з переписом населення 2000 року 1 311 093 особи назвали латиську мову рідною при 1,5 млн носіїв латиської мови у світі. У зв'язку з географічним положенням та розселенням народів автохтонними мовами лише у Латвії вважаються латиська та лівська мови. У 2000 році лівська мова була визнана такою, що знаходиться на межі вимирання, адже нею вільно володіли усього 10 осіб із 35 носіїв. На початку XXI століття лівська була визнана рідною лише для 4 мешканців Латвії, яким було більше 70 років. Остання носійка лівської мови, Гризелда Кристинь, померла 2 червня 2013 року. Наразі лівською мовою володіють усього 210 осіб, проте вона не є для них рідною.
Перепис населення 1989 року показував, що латиська мова була рідною для 52% відсотків населення, нею володіли 62,4% населення; російську мову вважали рідною 42,12% громадян, а володіли нею 81,6%. Латгальська мова не визнавалася окремою мовою ані в СРСР, ані у самій Латвії, тому кількість носіїв офіційно не була встановлена; питання про використання латгальської як варіанту латиської постало лише у переписі 2011 року, згідно із яким нею користувались 8,8% населення.
891 451 особа згідно з переписом 2000 року (698 757 осіб згідно з переписом 2011 року) назвала російську рідною мовою: це 37,5 % загального населення країни (33,7% відсотків станом на 2001 рік) проти 58,2 % населення, яке вважало рідною латиську. В якості другої мови російську використовували 43,7% населення, латиську — 20,8 % населення. При цьому російські діти та підлітки у віці 10-14 років краще знали латиську, аніж їхні однолітки російську. У віковій групі від 15 років більшість латишів володіли російською краще, ніж росіян латиською. На той час у вікових групах 10–14 років більша частина росіян володіла латиською мовою, аніж етнічних латишів, що володіли російською. У вікових групах від 15 років вже більше латишів володіли російською мовою. Загалом 71% етнічних латишів володіли російською мовою, а 52% росіян — латиською мовою.
Найвищий рівень володіння латиською мовою за часткою населення зафіксований у Талсинському районі (98,8%), найнижчий — у Даугавпілському (41,4%); там же зафіксований найвищий відсоток володіння російською мовою серед населення (95,7%); найнижчий — у Кулдизькому районі (57,6%).

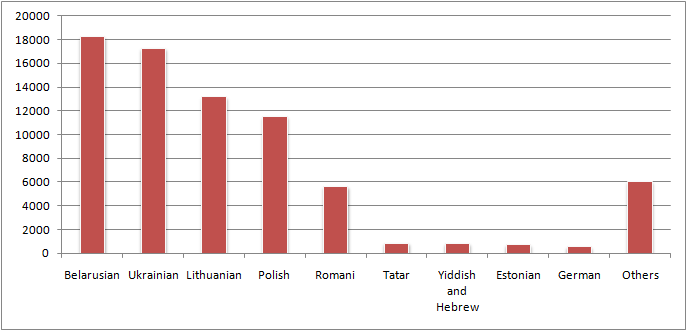
Носії мов національних меншин згідно з переписом 2000 року

Інші мови національних меншин, якими володіли мешканці Латвії:
- Білоруська: 18,265
- Українська: 17,301
- Литовська: 13,187
- Польська: 11,529
- Циганська: 5,637
- Татарська: 867
- Їдиш або іврит: 825
- Естонська: 720
- Німецька: 541
- Інші: 6,055

Згідно із соціологічними дослідженнями 2017 року, 94% нелатиського населення Латвії володіло латиською мовою.

## Міжнародні рекомендації
Верховний комісар у справах національних меншин ОБСЄ у 1999 році оголосив про те, що новий мовний закон Латвії по суті відповідає міжнародним зобов'язанням Латвії, додавши у 2000 році, що цим зобов'язанням по суті відповідають і підзаконні акти уряду, проте при ратифікації Рамкової конвенції про захист національних меншин певні питання вимагають перегляду. Ратифікація Конвенції відбулася у 2005 році.
Міжнародні організації рекомендують Латвії:
- переглянути мовну політику для кращого відображення багатомовного характеру суспільства;[133]
- дозволити листування з урядом мовами національних меншин, якщо урядова особа та адресант належать до однієї й тої самої національної меншини;[134][135]
- проявляти гнучкість у питанні двомовної освіти;[136]
- надавати першочергову увагу конструктивним та необов'язковим заходам, заохочуючи російськомовне населення до вивчення та використання латиської мови, але не у примусовому порядку.[137]

30 серпня 2018 року був опублікований звіт Комітету ООН із запобігання расової дискримінації, у якому було проаналізоване виконання відповідної Конвенції в Латвії та пред'явлений список порушень прав етнічних меншин: зокрема, засуджується неправомірне зменшення використання мови нацменшин у середній та основній школі.
Консультативний комітет Ради Європи з виконання Рамкової конвенції із захисту національних меншин у жовтні 2018 року у своїй доповіді про Латвію розкритикував її за ініціативи, спрямовані на монопольну роль латиської мови в освіті, медіа та державному секторі, заявивши, що це обмежує права представників національних меншин вивчати рідну мову та розмовляти нею.

### Інститути
- Агентство латиської мови [Архівовано 13 травня 2020 у Wayback Machine.](латис.)
- Державна мовна комісія [Архівовано 27 квітня 2020 у Wayback Machine.](латис.)
  - Латиська мова, мови в Латвії [Архівовано 13 липня 2019 у Wayback Machine.] 2003 (рос.)
- Центр державної мови [Архівовано 11 травня 2020 у Wayback Machine.](латис.)

### Закони
- Мовний закон 1999 року (Чинний Закон про державу мову) [Архівовано 23 жовтня 2021 у Wayback Machine.](англ.)
- Мовний закон 1992 року [Архівовано 2 лютого 2020 у Wayback Machine.] (латис.)
- Мовний закон 1989 року [Архівовано 2 лютого 2020 у Wayback Machine.](латис.)
- Закон про державну мову 1935 року [Архівовано 18 січня 2020 у Wayback Machine.](латис.)
- Акти 1921, 1932, 1934 років про державну мову [Архівовано 11 травня 2021 у Wayback Machine.](рос.)
- Акти 1918, 1919, 1921 та наступних років про державну мову(латис.)
- 2002 Державна програма розвитку латиської мови [Архівовано 6 червня 2020 у Wayback Machine.](латис.)
- Програма державної мовної політики на 2006—2010 роки(латис.)